# Паган
Пага̀н е български владетел, управлявал България от 767 до 768 г. Не е ясно от кой прабългарски род е той, но се предполага, че е от рода Чакарар.

## Управление
Паган започва мирни преговори с Византия, като се среща лично с Константин V Копронѝм. На срещата присъства и избягалият от България претендент за трона Савин, като според някои изследователи той е със славянски произход. Преговорите са доста разгорещени, като императорът укорява участващите от българска страна за тяхната непоследователност. Все пак формално е сключен мир, но чрез него василевсът печели време. Веднага след това обаче византийският император изпраща тайна мисия в Тракия. Целта е да се плени Славун – вождът на славянското племе севери. Още от Аспарухово време северите пазят проходите в Източна Стара планина.
Стратегическата инициатива на Константин V е успешна. Славун е заловен и екзекутиран публично. Византийците преминават проходите и нахлуват североизточно от Стара планина. С бърз марш достигат до вътрешността на България, като достигат до река Тича (дн. Камчия). По-нататък срещат сериозна съпротива и се завръщат без някакви значими победи. За Паган обаче този поход има отрицателни последици. Той е обвинен, че се е предоверил на византийския император и е убит около Варна от подчинените си.

## Памет
На хан Паган е наречена улица в квартал „Борово“ в София (Карта).